# Фуэнсальданья, Алонсо Перес де Виверо
Алонсо Перес де Виверо-и-Менчака (исп. Alonso Pérez de Vivero y Menchaca; ок, 1603, Вальядолид — 21 ноября 1661, Камбре), 3-й граф де Фуэнсальданья, 4-й виконт де Альтамира — испанский генерал и дипломат.

## Биография
Сын Хуана Переса де Виверо, 2-го графа де Фуэнсальданьи и Марии де Менчака-Веласкес.
Рыцарь ордена Алькантары, администратор энкомьенды Мораталья ордена Сантьяго (27.06.1652), дворянин Палаты короля и кардинала-инфанта Фердинанда Австрийского.
Начинал службу в Испанских Нидерландах, в 1632 году стал пехотным капитаном, в 1636—1640 годах был кампмейстером испанского терсио. 1639 году был назначен губернатором Камбре. В том же году пытался овладеть Като-Камбрези, в 1640—1641 годах был генералом артиллерии в Нидерландах, а в 1643-м, во время битвы при Рокруа, ему была поручена оборона Артуа. В 1644—1646 годах был генералом пехоты Нидерландов. В 1646 году Фуэнсальданья был направлен на войну с португальцами, командовал в Пласа-де-Бадахос и армией Эстремадуры. В 1648—1656 годах военный губернатор Нидерландов, активно участвовал во франко-испанской войне: в 1648 году сражался в битве при Лансе, в 1652–м он захватил Шони, Дюнкерк, Бомон-ан-Аргонн, в 1653-м, вместе с принцем Конде, Вервен и Сент-Мену. В 1654 году был одним из командующих неудачной осадой Арраса.
В 1656 году был назначен губернатором Миланского герцогства. В марте 1657 года от имени Филиппа IV подписал мирный договор с Карло III Гонзагой, герцогом Мантуи.
Еще во время кампаний в Нидерландах граф участвовал в переговорах с французами, а после заключения Пиренейского мира 19 января 1660 был назначен чрезвычайным послом во Францию для сопровождения инфанты Марии Терезии на бракосочетание с Людовиком XIV.
20 мая 1660 года встретился с Луисом де Аро в Фуэнтеррабии, участвовал в переговорах о разграничении между Каталонией и Руссильоном. После принесения присяги в качестве государственного советника в Сан-Себастьяне, Фуэнсальданья 2 июня 1660 года был свидетелем отказа инфанты от наследования испанских владений. Брак был заключен в Фуэнтеррабии 4 июня по доверенности, и в тот же день граф получил полномочия чрезвычайного посла. 26 августа он прибыл в Париж в свите королевы.
Секретными инструкциями от 23 сентября ему, как человеку, разбиравшемуся во французских делах и детально изучившему различные пункты Пиренейского мира, было поручено следить за его выполнением и обеспечивать соблюдение Оливского договора.
Миссия Фуэнсальданьи во Франции продлилась недолго, так как он просил освободить его от этой должности, связанной с большими расходами. В сентябре 1661 он был назначен заместителем губернатора Нидерландов маркиза де Карасены, а на смену в Париж был определен маркиз де ла Фуэнте, но Фуэнсальданья не дождался его прибытия, так как был выслан из Франции по распоряжению Людовика XIV в связи с дипломатическим скандалом, вызванным действиями испанского посла в Лондоне.
Умер в Камбре, по пути к новому месту службы. Оставил многочисленные долги, в том числе из-за своего увлечения коллекционированием живописи, знатоком которой являлся.
По словам его секретаря, Мигеля Анхеля де Вуордена, Фуэнсальданья «умер в бедности после того, как в течение тринадцати лет управлял частью финансов монархии и потратил на это 13 000 эскудо из дохода своей семьи». Кардинал Мазарини, и государственный секретарь Юг де Лион относились к Фуэнсальданье с большим уважением, поскольку были уверены в его искреннем стремлении к миру.
Составил короткие мемуары под заглавием Relación de lo sucedido en Flandes desde 1648 hasta 1653, siendo general del Ejército de S. M. católica el conde de Fuensaldaña.
Жена: Бланка Энрикес, дочь Энрике Энрикеса де Гусмана, 7-го графа де Альба-де-Листе, и Исабели Мехия. Брак бездетный.